# Kamal Issah
Kamal Issah (født 30. august 1992 i Accra, Ghana) er en ghanesisk fodboldspiller, der spiller for Gençlerbirliği. Han spiller primært på den centrale midtbane.

## Karriere

### Rennes
Kamal Issah skiftede til Rennes i 2010, hvor han kom til fra Liberty Professionals FC i hjemmelandet. Han trænede på klubbens førstehold, men dog blev det til ingen ligakampe for førsteholdet. Han spillede derimod ligakampe for klubben B-hold.
I juli 2012 var Issah til prøvetræning hos danske FC Nordsjælland.

### FC Nordsjælland
Efter et succesfuldt prøvetrænings-periode, kunne bold.dk den 29. august 2013 afsløre, at ghaneseren var skiftet til Nordsjælland. Her skrev han under på en kontrakt, som ville udløbe i 2015. Dog sagde Issah selv, at det var vennen og daværende FCN-spiller Enoch Kofi Adu, som overbeviste ham til af skifte til FCN.

### Stabæk Fotball
Den 1. december 2014 blev det annonceret, at Issah skiftede til Tippeligaen-klubben Stabæk.